# Лъскава ганодерма
Лъскавата ганодерма, наричана също лакирана ганодерма (Ganoderma lucidum), е вид неядлива базидиева гъба от семейство Ganodermataceae.

## Описание
Шапката достига до 20 cm в диаметър, 3 cm дебелина и има формата на ветрило. Тя е слабо изпъкнала или почти плоска, концентрично набраздена, суха, гладка и обикновено лъскава. На цвят е жълто-оранжева, наситено червена до кафяво-червена, а като остарее става кестеновокафява. Пънчето достига дължина 25 cm и е ексцентрично разположено, захванато за края на шапката. На цвят е червено до тъмнокафяво и е лъскаво. Тръбиците са светлокафяви, завършващи с дребни белезникави до кремави пори. Месото е твърдо, жилаво, на цвят светлокафяво до кафяво и няма вкус. Гъбата се счита за неядлива. Гъбата се използва отдавна в източната народна медицина. Някои изследвания сочат, че съставките ѝ имат противотуморно действие. Освен това те в малка степен могат да понижават на кръвното налягане, холестерола и кръвната захар.

## Местообитание
Среща се през юни – октомври в широколистни гори (най-често дъбови), като расте върху почва в близост до дървесина или като паразит върху заровени в земята корени.